# Steven Avery
Pour le joueur de baseball, voir Steve Avery.
Steven Avery (né le 9 juillet 1962) est un citoyen américain du comté de Manitowoc, qui a été emprisonné pendant 18 ans pour viol. Il a cependant été innocenté grâce à la présence de traces d'ADN qui ont permis d'identifier le véritable coupable de l'agression. Il a été libéré de prison le 11 septembre 2003. Mais en 2005, Avery, accusé du meurtre de la photographe Teresa Halbach, est arrêté et condamné à perpétuité en 2007. 
Les deux affaires sont en 2015 le sujet d'une série documentaire de Netflix Making a Murderer (Fabriquer un meurtrier), qui a provoqué de nombreux appels en faveur d'un nouveau procès.  

## L'affaire Steven Avery
Le 29 juillet 1985, Penny Beerntsen, une jeune femme partie faire un jogging sur les rives du lac Michigan est violée par un homme. Elle parvient à s'échapper et à donner un portrait de son violeur. Steven Avery, individu marginal, père de quatre enfants et ayant déjà un casier judiciaire, est rapidement soupçonné alors qu'il ne correspond pas à ce portrait. Mais Penny, influencée par le portrait-robot effectué par le shérif et ses enquêteurs, finit par désigner Avery comme son agresseur parmi les neuf photos de suspects. Malgré ses protestations, sans aveux, ni preuves, et de nombreuses incohérences, Avery est condamné à 32 ans de prison. 
Des années plus tard, les progrès technologiques permettent d’analyser les pièces à convictions de l’enquête pour obtenir l’ADN du réel coupable : Gregory Allen qui purge déjà une peine de 60 ans d'emprisonnement pour viol. Steven Avery est libéré en 2003. Il reprend un travail dans la casse familiale et exige 36 millions de dollars de dommages et intérêts pour sa réclusion injustifiée, dans une procédure mettant directement en cause les services du shérif Thomas Kocourek et du procureur de Manitowoc. Mais avant même que le procès ait lieu, le 31 octobre 2005, la photographe Teresa Halbach, alors âgée de 25 ans disparaît. Elle s’était rendue chez Avery pour photographier un minivan qu'il voulait vendre.
Après plusieurs jours de fouilles et sept perquisitions, la clé de voiture de Teresa est retrouvée dans la maison mobile de Steven Avery. Peu après, ce sont les ossements carbonisés de la victime qui sont identifiés à proximité de son domicile. Enfin, Brendan Dassey, un neveu de Steven Avery ayant une déficience intellectuelle, avoue aux policiers avoir participé avec son oncle au viol et au meurtre de Teresa Halbach. 
Rapidement après avoir émis ces aveux, Brendan se rétracte auprès de la police et de la justice du Wisconsin, sans effet.
Des doutes sont alors émis par les avocats de la défense de Steven Avery quant à la sincérité de ces aveux. Il est notamment reproché aux enquêteurs d'avoir suggéré ces aveux au jeune étudiant, facilement influençable.
À l’issue d’un procès organisé dans une tension indescriptible entre l'accusation et la défense (notamment en raison des aveux contradictoires, arrachés à Brendan Dassey), Avery est alors condamné à perpétuité, sans possibilité de libération conditionnelle pour le meurtre de Teresa Halbach. 
La deuxième saison de Making a Murderer met en lumière toutes les incohérences et les falsifications de preuves du comté de Manitowoc ainsi que le témoignage très controversé de son neveu, Brendan Dassey. Les policiers sont alors accusés d'avoir profité du retard intellectuel de Brendan afin qu'il fournisse un témoignage à charge envers Steven Avery. 
La culpabilité de Steven Avery est alors très discutée. Sa nouvelle avocate, Kathleen Zellner, entreprend plusieurs démarches auprès de la justice du Wisconsin et des États-Unis afin de tenter de le faire libérer, car selon elle, il est impossible de reconstituer la version officielle et une révision du procès est nécessaire. La Cour suprême refuse d'entendre l'affaire et les gouverneurs du Wisconsin refusent la grâce,.